# 김수증 서첩-곡운회묵
김수증 서첩-곡운회묵(金壽增 書帖-谷雲戱墨)은 대한민국 경기도 수원시 영통구에 있는 조선시대 김수증의 서첩이다. 2018년 4월 30일 경기도의 유형문화재 제332호로 지정되었다.

## 지정사유
곡운 김수증(金壽增,1624~1701)이 1691년 6월에 ‘주역’과 송대 유학자들의 시, 명구를 대, 중자 예서, 행초로 19장에 걸쳐 구사하였다. 특히 예서의 조선후기 수용과 재해석 양태, 행초, 해서의 각 체가 용도별로 구사된 곡운의 대표 필적으로 가치가 높다.

## 참고 자료
- 김수증 서첩-곡운회묵 - 국가유산청 국가유산포털